# Бурнезо
Бурнезо (фр. Bournezeau) насеље је и општина у западној Француској у региону Лоара, у департману Вандеја која припада префектури Ла Рош сир Јон.
По подацима из 2007. године у општини је живело 2853 становника, а густина насељености је износила 47 становника/km². Општина се простире на површини од 60,49 km². Налази се на средњој надморској висини од 90 метара (максималној 104 m, а минималној 12 m).

## Демографија
| 1962. | 1968. | 1975. | 1982. | 1990. | 1999. | 2007. | 2011. |
| ----- | ----- | ----- | ----- | ----- | ----- | ----- | ----- |
| 2.237 | 2.301 | 2.172 | 2.168 | 2.336 | 2.439 | 2.853 | 3.156 |